# Douglas Volk

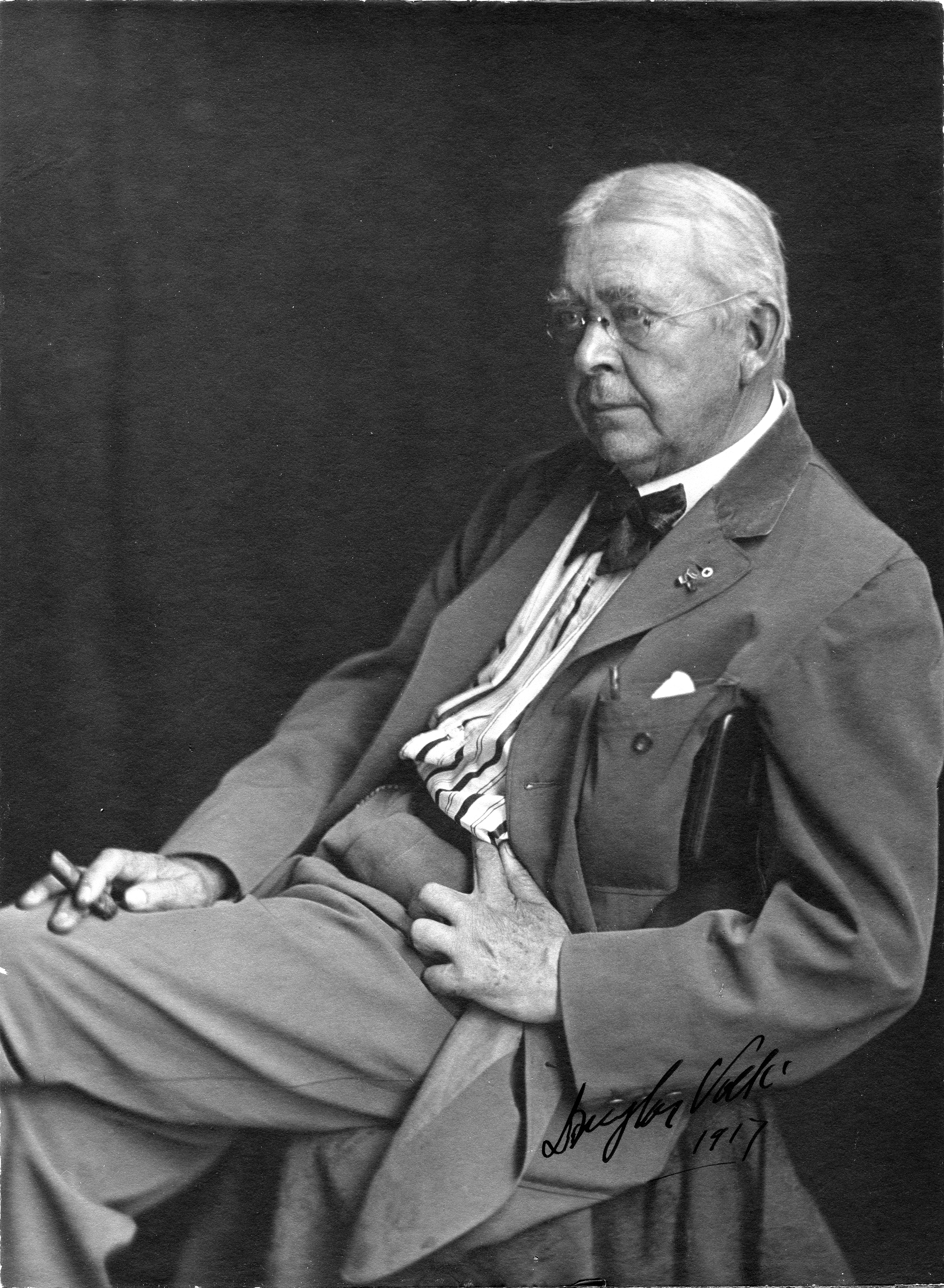
Douglas Volk, 1917

Stephen Arnold Douglas Volk (* 23. Februar 1856 in Pittsfield, Massachusetts; † 7. Februar 1935 in Fryeburg, Maine) war ein US-amerikanischer Maler.
Volk war der Sohn des Bildhauers Leonard Volk und wurde nach dem Politiker Stephen Arnold Douglas benannt. Seinen ersten künstlerischen Unterricht bekam Volk durch seinen Vater; sein zweiter Lehrer wurde in Rom der Bildhauer Thomas Crawford.
Um 1870 kam Volk zusammen mit seinen Eltern nach Rom, da sein Vater dort Assistent in der Werkstatt des Bildhauers Crawford wurde. Bereits kurze Zeit später wurde er dort an der Accademia di San Luca als Schüler angenommen. Im darauffolgenden Jahr wechselte Volk an die ebenfalls in Rom ansässige Académie de France.

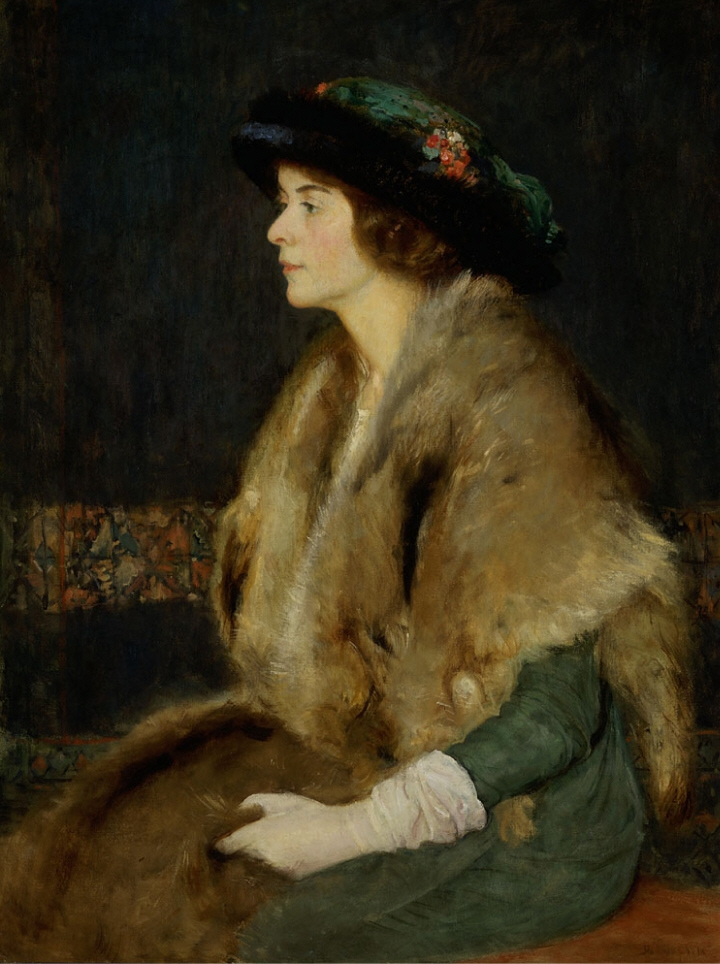
Douglas Volk: Porträt der Tochter Marion, 1914

Mit 17 Jahren wurde Volk 1873 durch Empfehlung seiner Dozenten von Jean-Léon Gérôme in Paris als Schüler aufgenommen. Bereits zwei Jahre später konnte Volk anlässlich der Ausstellung der Pariser Salons mit seinem Gemälde „En Bretagne“ debütieren. 1876 wurde Volk zur Weltausstellung nach Philadelphia in Pennsylvania eingeladen. Einen ähnlich großen Erfolg konnte er 1878 auf der Ausstellung des Pariser Salons erzielen.
Anfang 1878 kehrte Volk in die USA zurück und ließ sich in New York nieder. Noch im selben Jahr berief man ihn als Dozenten an das Cooper Institute (New York). 1886 war Volk maßgeblich an der Gründung School of fine arts in Minneapolis, Minn. beteiligt und wurde dort auch mit einem Lehrauftrag betraut. 1898 wählte die National Academy of Design in New York Douglas Volk zum assoziierten Mitglied (ANA) und im Jahr darauf zum Vollmitglied (NA). 1918 wurde er in die American Academy of Arts and Letters gewählt.
Die letzten Jahre seines Lebens verbrachte Volk zurückgezogen in Fryeburg, Maine. Dort starb er auch im Alter von nahezu 79 Jahren am 7. Februar 1935.

## Werke
(Auswahl)
- En Bretagne
- Dr. Felix Adler
- Der Hexerei verklagt
- Father Hennequin
- General Pershing
- König Albert